# Al-Gharija asz-Szarkijja
Al-Gharija asz-Szarkijja (arab. الغارية الشرقية) – miasto w Syrii, w muhafazie Dara. W 2004 roku liczyło 11 945 mieszkańców.